# 하드윅양털박쥐
하드윅양털박쥐(Kerivoula hardwickii)는 애기박쥐과에 속하는 박쥐의 일종이다. 방글라데시와 중국, 인도, 인도네시아, 라오스, 말레이시아, 미얀마, 필리핀, 스리랑카, 태국, 베트남에서 발견된다. 일반적으로 분포 지역 내의 숲 하층에서 서식하며, 나무 구멍 속 또는 죽은 나뭇잎 무리 속 둥지에 매달려 지낸다. 숲 하층에 서식하는 박쥐로 느리게 비행하고 기동성이 뛰어나다.

## 특징
등 쪽 또는 뒷 쪽의 털은 일반적으로 검은 갈색인 반면에 배 쪽은 연한 회색빛 갈색을 띤다. 전완장은 일반적으로 31~36mm이고 귀 길이는 약 11~15mm이다. 다른 멋쟁이박쥐속 종들보다 소구치 크기도 두드러지게 더 차이가 나며, 멋쟁이박쥐처럼 거무스레한 갈색이지만 반투명의 날개 비막을 갖고 있다. 털은 아주 부드럽고, 길이는 적당하다.

## 낭상엽 식물과의 관계
하드윅양털박쥐는 작은 박쥐로 보르네오섬의 이탄 습지와 히스 숲에서 자라는 식충식물 벌레잡이통풀(Nepenthes hemsleyana, 이전에는 Nepenthes baramensis로 알려졌고 비공식적으로 Nepenthes rafflesiana var. elongata로 알려져 있다.) 낭상엽 잎 속의 위산 위에 매달려 있는 모습으로 발견된다. 이 둘은 식물이 박쥐에게 은신처를 제공하고, 박쥐는 대변의 형태로 추가적인 질소를 제공 받는 상리 공생 관계를 가지고 있다. 벌레잡이통풀은 박쥐 배설물에서 전체 엽면 질소의 33.8%를 추출하는 것으로 추산된다.